# Teoria della computazione
La teoria della computazione è quella branca della matematica che si preoccupa di definire quali proprietà possiede uno specifico linguaggio formale. Le principali proprietà ricercate da un linguaggio formale sono:
- La correttezza: ogni volta che un linguaggio formale definisce un enunciato come vero questo enunciato deve effettivamente essere vero.
- La completezza: il linguaggio formale deve essere in grado di estrarre tutti gli enunciati veri, e solo quegli enunciati devono essere veri; se il linguaggio è completo non devono esistere altri enunciati veri al di fuori di quelli precedentemente estratti.
- La terminazione: ogni algoritmo correttamente definito nel linguaggio formale deve terminare sempre in tempo finito.

Non tutte le proprietà sono necessarie: spesso i linguaggi formali hanno solo la prima e la seconda proprietà. In alcune applicazioni ci si accontenta di avere anche solo la prima proprietà che chiaramente è irrinunciabile: senza la prima proprietà si potrebbero avere enunciati chiaramente falsi ma che vengono dichiarati veri dal linguaggio formale, generando contraddizioni.
Nel caso si abbiano tutte le tre proprietà è conveniente cercare di definire la complessità degli algoritmi definiti del linguaggio formale. La complessità è una funzione che stima il numero di passi necessari ad eseguire uno specifico algoritmo.